# Энеида Эльвеса
Энеида Эльвеса, или энеис Элуэса  (Oeneis elwesi) — дневная бабочка из семейства Бархатницы. Эндемик Алтая, Саян (Тыва) и северной Монголии.
Вид назван в честь Генри Джона Элвиса (1846—1922), английского лепидоптеролога и ботаника, члена Королевского общества.

## Описание
Длина переднего крыла 19-25 мм. Размах крыльев около 43 мм. Передние крылья вытянуты к вершине. Окраска верхней стороны крыльев — коричневато-серая с широкими песочными постдискальными перевязями. Внутренний край перевязи неровный: на переднем крыле и изломом за ячейкой, на заднем округлый, неравномерно и неясно зубчатый. На перевязи переднего крыла 1-3 чёрных овальных, вытянутых вдоль крыла пятна (1 против передней половины ячейки, 2 за ней).
У самца на фоне перевязи возле вершины крыла переднего крыла имеется овальное чёрное пятно, иногда ниже его также имеются 1-2 мелких пятна, а также 1-2 мелких пятна на перевязи и на заднем крыле, напротив анального угла.
Самки несколько крупнее самцов. На переднем крыле самки имеют 3-4 крупных овальных чёрных пятна, рисунок заднего крыла аналогичен таковому у самца. На нижней стороне крыльев рисунок переднего крыла аналогичен его верхней стороне, но в базальной половине появляются неясные мраморовидные темные штрихи. Задние крылья снизу имеют мраморный тёмно-серый рисунок, постдискальная область существенно осветленная. Пятна на нижней стороне крыльев выражены слабее, чем на верхней. Бахрома крыльев белая, по жилкам темная.

## Ареал
Юго-Восточный Алтай (Чуйская степь и ближайшие хребты), Тува (Монгун-Тайгинский, Овюрский, Эрзинский и Кызыльский районы), Монголия (аймаки Хубсугульский и Дзабханский). Хребет Сайлюгем, Танну-Ола, Танну-Ола, Сенгилен, Монгун-Тайга, Монгольский Алтай, Тувинская котловина, Убсунурская котловина.

## Местообитания
Эвритопный вид. Встречается на лугах, на горных лугах, в сухой нагорной степи между скальных обнажений, в сухих лиственничных редколесьях, до высоты 2600 м н.у.м.

## Биология
Основной лёт в мае, в Чуйской степи — в июне. Бабочки держатся на камнях, при сильной жаре держатся в их тени.
Кормовыми растениями гусениц, вероятно, служат злаки.

## Численность
Численность находится на очень низком уровне и лимитируется естественными причинами.

## Замечания по охране
Занесен в Красную книгу России (I категория — исчезающий вид.)
Специальные меры охраны не разработаны.